# École nationale d'ingénieurs Abderhamane Baba Touré
Créée le 14 avril 1939 l’École nationale d’ingénieurs – Abderhamane Baba Touré (ENI-ABT) a subi plusieurs mutations allant de l’École des travaux publics formant des dessinateurs jusqu’à la formation des ingénieurs de conception dans plusieurs domaines. Elle commença comme l’École des travaux publics (ETP) de l’AOP destinée à former des adjoints techniques en travaux publics. La première réforme de l’enseignement érigea l’ETP en École nationale d’ingénieurs (ENI) en 1962, en septembre 1973 le recrutement à l’ENI fut conditionné au baccalauréat, pour la formation des ingénieurs des sciences appliquées en industrie, génie civil, géologie et en topographie.
En 2002, l’ÉNI, à l’instar des autres grandes écoles (IPR/IFRA, ENSUP), a été directement rattachée à la direction nationale de l’Enseignement supérieur et de la Recherche scientifique (DNESRS) suivant l’ordonnance N° 02-054/P-RM du 04 juin 2002. Elle a alors été régie dans son organisation et son fonctionnement par le décret N° 96-378/P-RM du 31 décembre 1996. En juin 2006, l’ENI fut baptisée au nom de son premier directeur malien Abderhamane Baba Touré (ENI – ABT).